# Sălcioara (Ialomița)
Pour les articles homonymes, voir Sălcioara.
Sălcioara est une commune du județ de Ialomița en Roumanie.